# Pallavolo ai XII Giochi panarabi
La pallavolo ai XII Giochi panarabi si è giocata durante la XII edizione dei Giochi panarabi, che si è svolta a Doha, in Qatar, nel 2011: in questa edizione si è svolto sia il torneo maschile che quello femminile e la vittoria finale alla nazionale di pallavolo maschile dell'Egitto e alla nazionale di pallavolo femminile dell'Egitto.

## Podi
| Evento                      | Oro    | Argento | Bronzo              |
| Torneo maschile (dettagli)  | Egitto | Qatar   | Algeria             |
| Torneo femminile (dettagli) | Egitto | Algeria | Emirati Arabi Uniti |